# مارشال تريمبل
مارشال تريمبل (بالإنجليزية: Marshall Trimble)‏ هو مؤرخ أمريكي، ولد في 16 يناير 1939.